# 薩基爾

阻止亞伯拉罕將愛子以撒作為犧牲獻給上帝的薩多基爾

薩基爾，或譯為薩多基爾、然德基爾、薩普基爾，是猶太教和基督教的天使。是司掌水的天使，猶太教的七大天使之一，基督教的座天使，也是智天使，同時是主天使的君主。祂的名字和卡巴拉祕教中的大天使薩奇爾經常混淆。
祂是生命之樹——慈悲的守護天使。薩基爾在西洋占星術代表木星。
其他也代表:射手座、星期四、財富，慈善事業相關。
上帝為了考驗亞伯拉罕的忠誠，命他將愛子以撒作為犧牲獻給上帝。父子倆到了山上，亞伯拉罕作好一切準備，正欲將兒子放上祭壇動刀砍殺時，薩多基爾出面阻止。

## 大眾文化
- 輕小說《約會大作戰》——精靈〈隱居者〉四糸乃的天使〈冰結傀儡〉。
- 美劇《魔鬼神探》——登場於第五季，為路西法的眾多兄弟姊妹之一，形象為正義天使，手持生命之樹製成的權杖。

## 畫廊

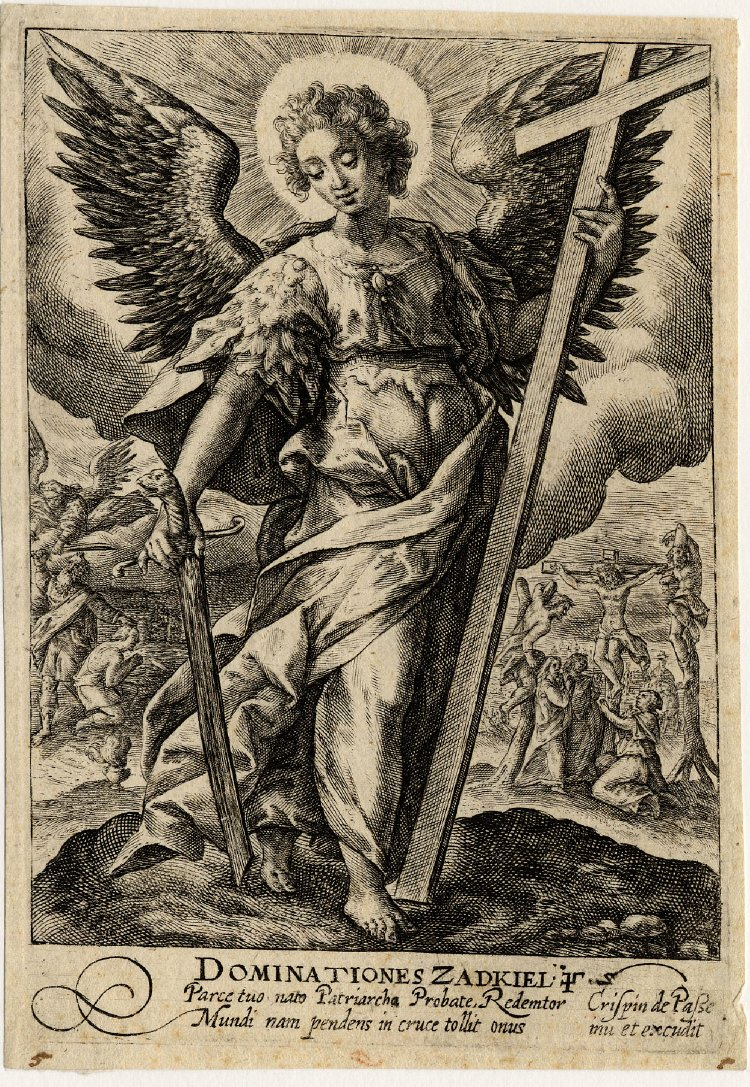
主天使薩基爾雕版畫，1590–1637年。大英博物館，倫敦。
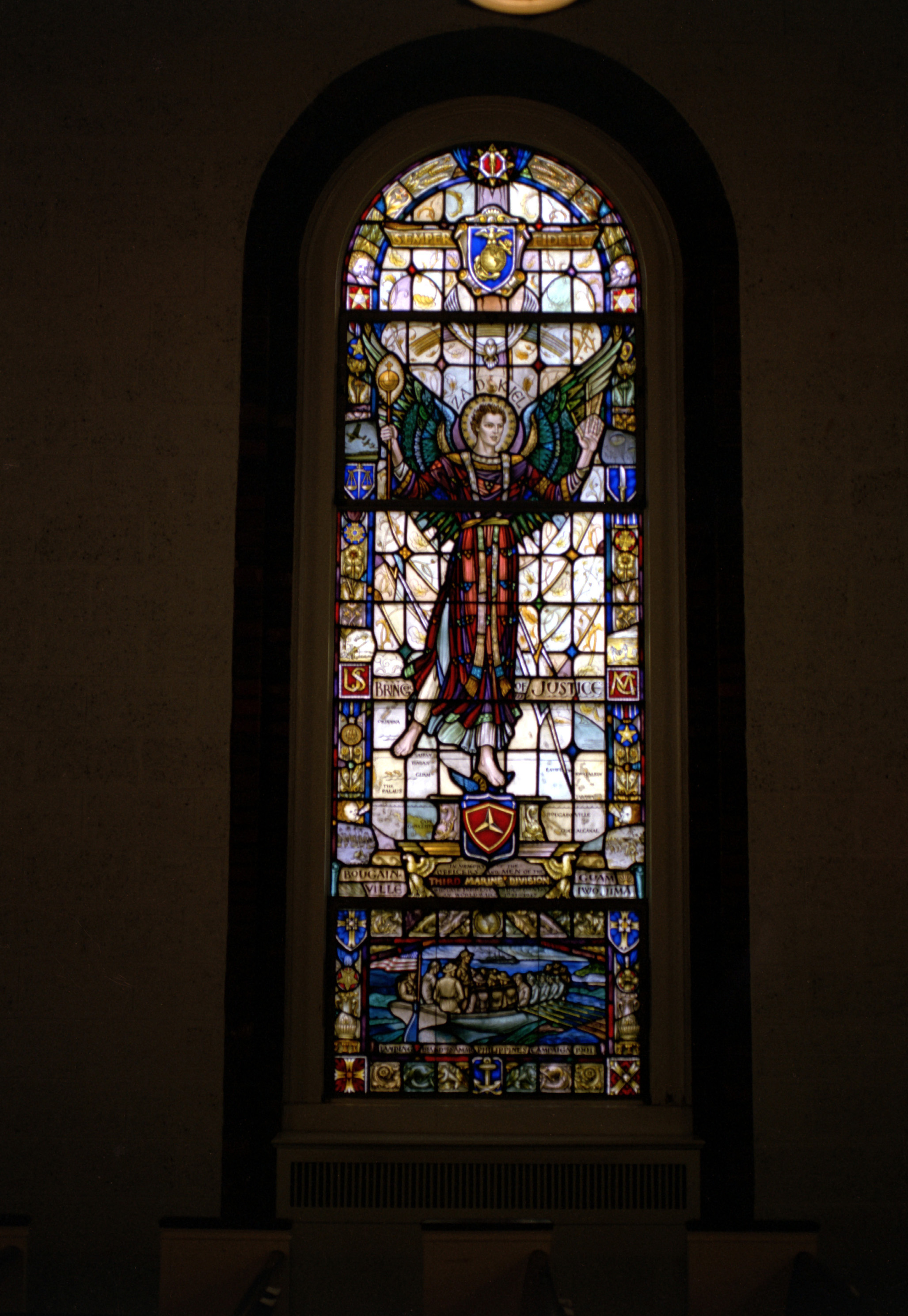
大天使薩基爾，彩繪玻璃窗，位於北卡羅萊納州勒瓊營海軍陸戰隊基地的新教小聖堂。
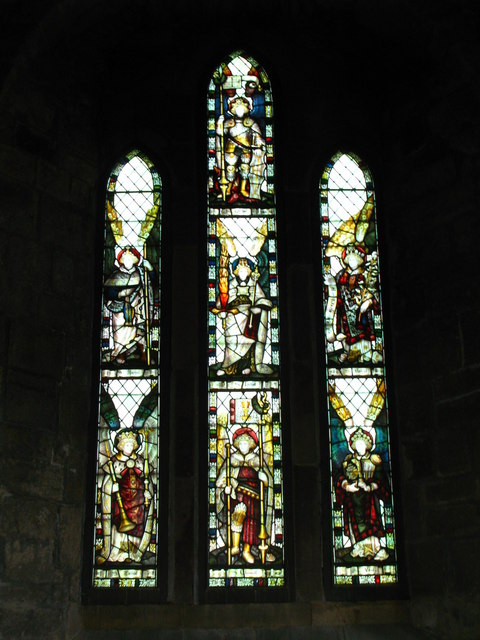
七大天使長，薩基爾位於左下方，祂左手持頂部飾以花朶的權杖，右手持小號。花窗玻璃，位於英國諾森伯蘭郡沃登（英语：Warden, Northumberland）的聖米迦勒暨諸天使堂。